# Joachim Wege
Joachim Wege (* 1949 in Bordesholm) ist ein deutscher ehemaliger Beamter. Von 1988 bis 1994 war er Landrat des Kreises Plön.

## Leben
Nach dem Abitur an der Holstenschule in Neumünster 1967 studierte Wege von 1967 bis 1972 Rechtswissenschaften an der Christian-Albrechts-Universität zu Kiel und der Ludwig-Maximilians-Universität München. Von 1972 bis 1975 war er Wissenschaftlicher Assistent am Institut für Internationales Recht der Christian-Albrechts-Universität und promovierte. Es folgte von 1975 bis 1977 das Rechtsreferendariat in Schleswig-Holstein und bei der UNO-Rechtsabteilung in New York City. Nach der Zweiten Staatsprüfung war er von 1978 bis 1988 in der Hamburger Verwaltung tätig, zunächst als Regierungsdirektor in der Justizbehörde und ab 1986 als stellvertretender Direktor der Hamburgischen Anstalt für neue Medien.
Ab 1988 war Wege Landrat des Kreises Plön, nachdem er vom Kreistag mit rot-grüner Mehrheit gewählt worden war. Seine Wiederwahl 1993 galt als sicher, da er von SPD, FDP und Grünen unterstützt wurde, die die Mehrheit im Kreistag hatten. Dennoch unterlag er bei der Wahl dem CDU-Kandidaten Volkram Gebel, der neuer Landrat wurde. Weges Amtszeit endete 1994.
Seitdem ist Wege als Rechtsanwalt tätig. Von 1996 bis 2015 war er Direktor des Verbands norddeutscher Wohnungsunternehmen sowie Vorstands- und Präsidiumsmitglied des GdW Bundesverband deutscher Wohnungs- und Immobilienunternehmen. Von 2000 bis 2007 war er Mitglied des Medienrats der Unabhängigen Landesanstalt für Rundfunk und neue Medien. Von 2018 bis 2023 gehörte er dem Verwaltungsrat des Norddeutschen Rundfunks an.